# Leonie Süsserová
Leonie Süsserová, rozená Polláková (21. dubna 1907 Přehořov – 5. prosince 1998 Soběslav) byla česká tkadlena a přeživší holokaustu a terezínského ghetta.

## Život
Narodila se 21. dubna roku 1907 v jihočeském Přehořově. Její otec byl uznávaný člen přehořovské židovské komunity Otokar Pollák. Rodina Polláků v obci vlastnila několik staveb.
V roce 1934 si vzala za manžela Rudolfa Süssera, syna podnikatele Ferdinanda Süssera. Brzy na to začala pracovat jako tkadlena v jejich rodinné firmě. Ve stejném roce se manželům narodil syn Otakar a v roce 1938 syn Rudolf. Česko-židovské manželství bylo tehdejší společností odsuzováno a Rudolf byl častokrát přemlouván, aby se s Leonií rozvedl. To však vždy odmítal.
Po okupaci Československa v roce 1939 na rodinu začaly platit židovské zákony. Od roku 1944 byla držena v terezínském ghettu. Její manžel byl odveden do koncentračního tábora v Terezíně o rok dříve. O jejich děti se mezitím starala rodinná přítelkyně. Po osvobození Československa se rodina shledala a opět obnovila firmu, kterou jim o několik let později zabavil komunistický režim.
V roce 1949 zemřel její syn Rudolf, manžel Leonie zemřel v roce 1959 a  druhý syn Otakar zemřel v roce 2020.
Leonie Süsserová zemřela 5. prosince roku 1998 v Soběslavi ve věku 91 let. Pohřbena je v rodinném hrobě na soběslavském hřbitově.